# Mogogi Gabonamong
Mogogi Gabonamong (Mmutlana, 10 settembre 1982) è un ex calciatore botswano, di ruolo centrocampista.